# エル・アギラ・デ・ベラクルス (ソフトボール)
エル・アギラ・デ・ベラクルス（西: El Águila de Veracruz）は、メキシコのベラクルス州ベラクルスを拠点とする女子ソフトボールチーム。リーガ・メヒカーナ・デ・ソフトボル（LMS）所属。

## 概要
メキシコのプロ野球リーグ、リーガ・メヒカーナ・デ・ベイスボル（LMB）に所属するエル・アギラ・デ・ベラクルスのソフトボールチーム。2024年に創設された同国の女子ソフトボールリーグ、リーガ・メヒカーナ・デ・ソフトボル（LMS）に参加。

## タイトル
なし

## 歴代所属選手
投手
- ジリアン・トルネス（2024 - ）